# Nueva Imperial (ort)
Nueva Imperial är en ort i Chile.   Den ligger i provinsen Provincia de Cautín och regionen Región de la Araucanía, i den södra delen av landet, 600 km söder om huvudstaden Santiago de Chile. Nueva Imperial ligger 29 meter över havet och antalet invånare är 18 777.
Terrängen runt Nueva Imperial är platt. Nueva Imperial är det största samhället i trakten.
I omgivningarna runt Nueva Imperial växer huvudsakligen savannskog. Runt Nueva Imperial är det ganska glesbefolkat, med 27 invånare per kvadratkilometer.